# 座屈

短い柱（左）と長い柱（右）が圧縮力を受けたときの比較。細長い柱は座屈を起こす。

座屈（ざくつ、英: buckling）は、構造物に加える荷重を次第に増加すると、ある荷重で急に変形の模様が変化し、大きなたわみを生ずることをいう。構造に座屈現象を引き起こす荷重をその構造の座屈荷重という。座屈荷重はその構造の剛性および形状に依存し、材料の強度以下で起こることもある。圧縮荷重を受ける柱の場合、材料、断面形状、荷重の条件が同じであっても、座屈荷重は柱の長さに依存するため、短い柱では座屈を起こさず、長い柱のみに発生する（右図）。
座屈現象は構造の不安定現象のひとつである。例えば、圧縮荷重を受ける長柱が、擾乱（例えば、風による圧力など）を受けて横方向に変形しても、圧縮荷重が座屈荷重以下であれば、長柱の横剛性（曲げ剛性）により擾乱が消えればもとに戻る。しかし、荷重が座屈荷重ちょうどであると、それに対する長柱の横剛性は十分でなく、擾乱を受けて生じた変形は元に戻らない（変形した状態で安定する）。荷重が座屈荷重よりも少しでも大きいと、小さな擾乱でも長柱は倒壊する。このように、座屈荷重を超える圧縮荷重を受ける構造は不安定な状態にあり、座屈による破壊とは、不安定な状態から倒壊というもう一つの安定状態に飛び移ることである。
圧縮荷重を分担する部材の設計では、座屈強度に対する注意が必要である。

## 圧縮荷重を受ける長柱の曲げ座屈応力
以下は圧縮荷重を受ける長柱の曲げ座屈荷重に関する記述であるが、曲げ以外にも、ねじりや、曲げ－ねじり連成などの座屈がある。座屈が起こる時の応力は棒の末端部分の形状、曲げ剛性、細長比などによって異なる。

### 支配方程式
曲げ剛性 EI の一様断面の柱が圧縮荷重 P を受けるとき、変位 y は以下の式に従う。
{\displaystyle {\frac {\mathrm {d} ^{4}y}{\mathrm {d} x^{4}}}+{\frac {P}{EI}}{\frac {\mathrm {d} ^{2}y}{\mathrm {d} x^{2}}}=0}
ここで x は柱の長さ方向の座標を表す。この微分方程式の一般解は次式で表される。
{\displaystyle y=a\sin {kx}+b\cos {kx}+cx+d}
ただし、
{\displaystyle k:={\sqrt {\frac {P}{EI}}}}
である。
座屈問題は、特定の境界条件の下でこの方程式の非自明解（a=b=c=d=0以外の解）を求める固有値問題に帰着される。

### 端末条件係数
座屈応力を求める際に、端末条件係数と呼ばれる値が関係してくる。棒の末端部分の形状により係数は次のような値になる。
| 端末条件                          | 座屈形 | 基礎式                                                                   | 境界条件 | 特性式                                   | 最低次の解（{\displaystyle kL={\sqrt {C}}\pi }）                            | 端末条件係数C |
| --------------------------------- | ------ | ------------------------------------------------------------------------ | --- | ---------------------------------------- | --------------------------------------------------------------------------- | ------------- |
| 自由端-固定端                     |        | {\displaystyle EIy^{\prime \prime \prime \prime }+Py^{\prime \prime }=0} | {\displaystyle y(0)=0} {\displaystyle y^{\prime }(0)=0} {\displaystyle EIy^{\prime \prime }(L)=0} {\displaystyle EIy^{\prime \prime \prime }(L)=0} | {\displaystyle \cos kL=0}                | {\displaystyle kL=0.5\pi }                                                  | 0.25          |
| ヒンジ（回転端）-ヒンジ（回転端） |        | {\displaystyle EIy^{\prime \prime \prime \prime }+Py^{\prime \prime }=0} | {\displaystyle y(0)=0} {\displaystyle EIy^{\prime \prime }(0)=0} {\displaystyle y(L)=0} {\displaystyle EIy^{\prime \prime }(L)=0}                  | {\displaystyle \sin kL=0}                | {\displaystyle kL=\pi }                                                     | 1             |
| ヒンジ（回転端）-固定端           |        | {\displaystyle EIy^{\prime \prime \prime \prime }+Py^{\prime \prime }=0} | {\displaystyle y(0)=0} {\displaystyle y^{\prime }(0)=0} {\displaystyle y(L)=0} {\displaystyle EIy^{\prime \prime }(L)=0}                           | {\displaystyle \tan kL=kL}               | {\displaystyle {\begin{alignedat}{2}kL&=4.493\\&=1.430\pi \end{alignedat}}} | 2.046         |
| 固定端-固定端                     |        | {\displaystyle EIy^{\prime \prime \prime \prime }+Py^{\prime \prime }=0} | {\displaystyle y(0)=0} {\displaystyle y^{\prime }(0)=0} {\displaystyle y(L)=0} {\displaystyle y^{\prime }(L)=0}                                    | {\displaystyle 2(1-\cos kL)-kL\sin kL=0} | {\displaystyle kL=2\pi }                                                    | 4             |

### オイラーの式
上記の支配方程式を解くと、柱はある特定の荷重（座屈荷重）を受けたときに座屈することが分かる。この荷重から、次のオイラーの式が求められる。
{\displaystyle P_{cr}=C{\frac {\pi ^{2}EI}{L^{2}}}}
または応力で表すと
{\displaystyle \sigma _{cr}=C{\frac {\pi ^{2}E}{\lambda ^{2}}}}
ここで
- Pcr: 座屈荷重
- σcr: 座屈応力
- C: 端末条件係数
- E: ヤング率
- I: 断面2次モーメント
- λ: 細長比
- L: 長さ

である。
柱が座屈荷重を受けているとき、解の中の係数 a, b, c ,d の値そのものは決まらないため、変位 y も不定である。しかし係数の比 a : b : c : d は決まるため、たわみ曲線のおおよその形状は決まることになる。この形状を座屈モードという。
オイラーの式は、座屈荷重に達するまでに柱に生じる応力は弾性限度内にあると仮定して導かれたものである。そのため座屈荷重に達する前に圧縮応力が弾性限度を超えるような短い柱に対しては、弾性座屈が起こる前に塑性変形が生じてしまうため、座屈応力はオイラーの式で求められる値よりも低くなる。降伏点σsの材料に対してオイラーの式が適用できる柱の長さ（細長比）の限界は次式となる。
{\displaystyle \lambda =\pi {\sqrt {\frac {EC}{\sigma _{s}}}}}
細長比がこれより小さい柱にも座屈は生じるが、これは材料の塑性や粘性等の性質も関係する複雑な現象である。そのためこの場合の座屈応力と細長比の関係は次のランキンの式、ジョンソンの式、テトマイヤの式などの実験式が用いられる。

### ランキンの式
ランキンの式は次のように表される。
{\displaystyle \sigma ={\frac {\sigma _{c}}{1+{\frac {a\lambda ^{2}}{C}}}}}
ここで
- {\displaystyle \sigma _{c}}: 材料の許容引張応力
- {\displaystyle a}: 柱の材料による実験定数

である。

### ジョンソンの式
座屈応力を細長比の2次式で表したものである。
{\displaystyle \sigma =\sigma _{s}\left(1-{\frac {\sigma _{s}}{4\pi ^{2}EC}}\lambda ^{2}\right)}

### テトマイヤの式
座屈応力を細長比の1次式で表したものである。
{\displaystyle \sigma =\sigma _{s}(1-a\lambda /{\sqrt {C}})}
係数σsとaは実験的に決定される。

## 種類

### 建築における種類
横座屈背の高いH形断面梁に曲げモーメントが加わると、ねじれながら（弱軸に向かって）横に倒れて崩壊することがある。このような座屈形式を横座屈（よこざくつ、lateral-torsional buckling）または曲げ捩れ座屈という。対処法としては、横補剛材を入れることが考えられる。
局部座屈梁端部の曲げが終局強度に達し、梁端部圧縮側のフランジが波をうつように座屈することを局部座屈（きょくぶざくつ）という。対処法としては幅厚比を変えることが考えられる。

### 力学的分類
力学的には、座屈は構造の変形による幾何学的非線形性に起因して、構造物に不安定な平衡状態が発生することである。この観点からは、以下のように分類される。
分岐座屈荷重-変位曲線が2つ以上の解に分岐し、分岐点でそれまでの安定な平衡状態から不安定な平衡状態に急激に移行する現象。オイラー座屈（直立した柱を軸方向に圧縮するときの座屈）などに見られる。
飛び移り座屈（スナップスルー）荷重-変位曲線が極値を持つ場合に、安定な経路をたどる構造物の応答がその極値に達したあと、不安定な経路を跳び越し安定な経路上の別の平衡点に動的に移行する現象。外圧を受けるアーチや球殻などに見られる。

## 関連文献
- 荒井政大「やさしい材料力学 第11回：座屈」『日本機械学会誌』第122巻第1212号、日本機械学会、2019年、36-37頁、doi:10.1299/jsmemag.122.1212_36。
- 深沢泰晴、山田伸志、水口義久、大内英俊、黒崎茂、小坂敏文、髙上輝雄、大藤晃義『材料力学入門』パワー社、1989年。doi:10.11501/13614758。ISBN 4-8277-1236-0。